# Saint-Cyr-les-Champagnes
Saint-Cyr-les-Champagnes é uma comuna francesa na região administrativa da Nova Aquitânia, no departamento Dordonha. Estende-se por uma área de 15,65 km². Em 2010 a comuna tinha 247 habitantes (densidade: 15,8 hab./km²).